# Ōtaki (Chiba)
Ōtaki (大多喜町?) è una cittadina giapponese della prefettura di Chiba.